# Catualda
Catualda (Catwalda) fue un líder de la tribu germánica de los gotones a principios del siglo I d. C. Tuvo que huir de la violencia de Marbod, pero cuando el poder de éste declinó invadió el país de los marcomanos. Marbod tuvo que huir cruzando el Danubio y pidió protección al emperador romano Tiberio (19). Catualda no disfrutó durante demasiado tiempo de su poder pues fue vencido por los hermunduros gobernados por Vibili (Vibilius), un ferviente prorromano. Fue hecho prisionero y entregado a los romanos en Forum Julium en la Galia Narbonense.
- Datos: Q2215737
- Multimedia: Catualda / Q2215737